# Eduardo Hervás
Pour les articles homonymes, voir Hervás (homonymie).
Eduardo Hervás, né à Valence (Espagne) en 1950 et mort dans la même ville le 28 octobre 1972, est un écrivain d'expression castillane.
En dépit de son succès au début des années 1970, la vie de ce « poète maudit » d'avant-garde, mort par suicide après une courte période d'activité, reste méconnue.

## Biographie
Il se suicide le 28 octobre 1972,  à l'âge de 22 ou 21 ans, le jour-même de la publication de son premier recueil de poèmes, Intervalo, après environ 4 ans d'activité littéraire,.

## Œuvre
Le projet littéraire d'Eduardo Hervás est un essai de déconstruction du monde, de la réalité matérielle et du langage, avec l'intention de le transformer profondément à travers l'avant-garde artistique. Pour le mener à terme, Hervás se lance dans un travail de critique poétique des structures sociales, avec l'intention de montrer les possibles voies pour la libération de l'être humain, en comprenant qu'il est aliéné sur le plan économique, social et, surtout, culturellement neutralisé .
Hervás montre les mécanismes qui constituent la réalité sociale, les trames de pouvoir et d’autorité qui confondent et naturalisent une idée de ce qui est réel . Ces trames commencent par l’oppression familiale, les normes sexuelles et la hiérarchie héréditaire, pour se déplacer et se multiplier sur le plan social jusqu’aux lieux de la production économique. La cosmovision d'Hervás se construit comme une synthèse d'idées couvrant les différents espaces conceptuels d'une critique « qui se veut totale et qui couvre tous les jalons de la pensée telqueliste de l'underground révolutionnaire du moment ». Pour Hervás, la ville est un ensemble de cercles concentriques oppressifs reflétant aussi l’organisation urbaine elle-même, le déplacement de l’individu dans la dimension géographique du social, et trouvant dans le langage l’espace ultime où cette coercition peut se matérialiser de façon maximale. Cependant, cet environnement de structures et de machinations peut également être lu dans le contexte du psychédélisme de l'Espagne de la fin des années 1960, considérant l'acide lysergique comme une technologie utopique qui, dans certaines structures politiques hétérodoxes, devient une arme de lutte contre le capitalisme et la dictature franquiste,. Des exemple seraient ses poèmes «Cuando los pelícanos y los peces empujan» et «Terapia nocturna».
Son œuvre poétique a été rassemblée et publiée par l'Institution Alphonse le Magnanime en 1994, dans une édition critique réalisée par Rafael Ballester Añón, spécialiste de la poésie valencienne contemporaine,.